# Paradosso di Epicuro
Il paradosso di Epicuro, che prende il nome dal filosofo greco Epicuro (342-270 a.C.) a cui viene attribuito, riguarda il concetto stesso di Dio.

## Struttura
Il paradosso, riportato da Lattanzio, che lo attribuisce ad Epicuro, si basa su alcune domande e procede per gradi fino a rendere, appunto, paradossale il concetto di Dio:
(Lattanzio, De Ira Dei)
Dio può e vuole; ma poiché il male esiste allora Dio esiste ma non si interessa dell'uomo. Questa è la conclusione alla quale giunge Epicuro al termine di queste ipotesi.